# كمرضوان (حومة لنجة)
کمرضوان (بالفارسية: کمرضوان) هي قرية تقع في إيران في مهران. يقدر عدد سكانها بـ 151 نسمة .